# Torque 3D
 (février 2014).
Si vous disposez d'ouvrages ou d'articles de référence ou si vous connaissez des sites web de qualité traitant du thème abordé ici, merci de compléter l'article en donnant les références utiles à sa vérifiabilité et en les liant à la section « Notes et références ».
Le Torque Game Engine (ou TGE) est un moteur de jeu libre initialement développé par Dynamix pour le FPS Tribes 2 en 2001. Il existe actuellement plusieurs versions dérivées. La version actuelle est appelée Torque 3D.

## Histoire
Le Torque Game Engine et ses produits dérivés sont disponibles sous licence de GarageGames (en), une société formée par de nombreux membres de l'équipe de Tribes 2 chez Dynamix. GarageGames a ensuite été acquis par InstantAction, mais le 11 novembre 2010, ce dernier a annoncé qu'il mettait fin à ses activités et était à la recherche d'acheteurs potentiels du moteur.
Le 19 janvier 2011, GarageGames annonce leur retour avec de nouveaux propriétaires. Torque3D et la plupart des autres produits continuent à être développés et soutenus.
Le 20 septembre 2012, GarageGames sort le Torque 3D sous licence MIT.

## Versions dérivées
- WelioEngine 3 ( By WelioGame Interactive